# Metralladora lleugera

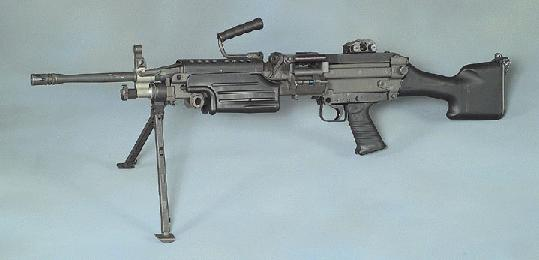
FN Minimi, una de les metralladores lleugeres modernes més populars entre els països de l'OTAN.

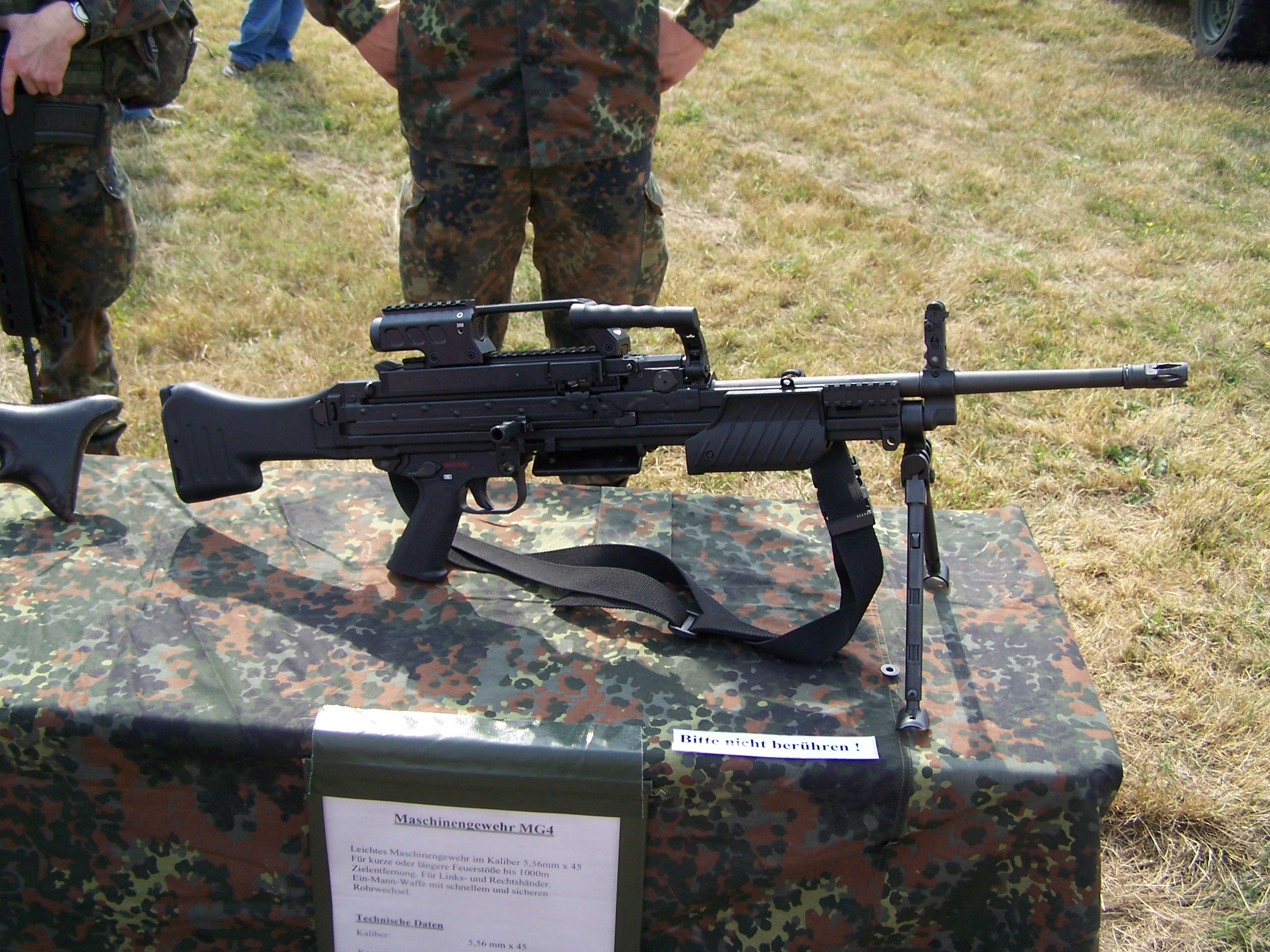
Heckler & Koch MG4 de l'Exèrcit Alemany.

Una metralladora lleugera (en anglès: Light Machine Gun) o fusell de metrallament, és una metralladora dissenyada per ser emprada per un únic soldat, amb assistent o sense, com a suport a la infanteria en la línia del front. La metralladora lleugera sol ser usada com una arma automàtica d'escamot.
Una metralladora lleugera pot ser identificada o per l'arma o per la seva funció tàctica. Es fa servir per disparar ràfagues curtes de 8 o 9 trets, generalment des d'un suport amb dues potes (bípode); un suport per a foc continu amb tres potes com és el trípode, tot i que aquesta és una característica de les metralladores mitjanes. Algunes metralladores, en particular les metralladores de propòsit general, poden ser desplegades tant com a metralladores lleugeres com a mitjanes. Com a regla general, si una metralladora és desplegada amb un bípode és una metralladora lleugera; i si ho és en un trípode és una metralladora mitjana, a menys que tingui un calibre de 12,7 mm o superior, llavors és una metralladora pesada. Les metralladores lleugeres modernes solen tenir un calibre menor, a més de ser armes més lleugeres i compactes, que les metralladores mitjanes.
Les metralladores lleugeres, com la Lewis nord-americana van ser introduïdes per primera vegada en la Primera Guerra Mundial per augmentar el poder de foc de la infanteria. Per fi de la Segona Guerra Mundial, les metralladores lleugeres generalment estaven sent desplegades en una escala d'una per secció o esquadra, i les esquadres d'infanteria moderna va emergir amb tàctiques basades en la utilització de les metralladores lleugeres.
És possible disparar una metralladora lleugera des del maluc o en moviment, però resulta poc precís, per això generalment es dispara des d'una posició estacionària fent servir un bípode. Moltes metralladores lleugeres antigues (com la Bren o el Fusell automàtic Browning Model 1918) eren alimentades mitjançant un carregador. Unes altres com la MG 34, podien ser alimentades mitjançant cinta o carregador. Les metralladores lleugeres modernes estan dissenyades per disparar més projectils de menor calibre i tendeixen a ser alimentades mitjançant carregador. Algunes, com la RPK soviètica/russa, són modificacions de dissenys de fusells d'assalt existents. Les adaptacions generalment inclouen un carregador de major capacitat, un canó més pesat per resistir el sobreescalfament, un mecanisme més robust per suportar el foc continu i un bípode. Altres metralladores lleugeres modernes, com la FN Minimi, ofereixen la possibilitat de fer servir una cinta de munició o un carregador d'un sol ús. Les metralladores lleugeres modernes de menor pes han permès ser desplegades a nivell d'esquadra.